# Lapeyrouse-Mornay
Lapeyrouse-Mornay ist eine französische Gemeinde mit 1.188 Einwohnern (Stand: 1. Januar 2022) im Département Drôme in der Region Auvergne-Rhône-Alpes; sie gehört zum Arrondissement Valence und zum Kanton Drôme des collines. 

## Geographie
Lapeyrouse-Mornay ist die nördlichste Gemeinde des Départements Drôme. Sie liegt etwa 24 Kilometer südsüdöstlich von Vienne zwischen den Flüssen Dolon und Oron. Lapeyrouse-Mornay wird umgeben von den Nachbargemeinden Pact im Norden, Beaurepaire im Osten, Manthes im Süden, Épinouze im Südwesten und Westen sowie Jarcieu im Nordwesten.

## Bevölkerungsentwicklung
| Jahr                       | 1962 | 1968 | 1975 | 1982 | 1990 | 1999 | 2006 | 2019 |
| Einwohner                  | 590  | 597  | 599  | 615  | 723  | 805  | 1015 | 1221 |
| Quellen: Cassini und INSEE |      |      |      |      |      |      |      |      |

## Sehenswürdigkeiten
- Kirche Saint-Henri
- Schloss Joyeuse aus dem 18. Jahrhundert

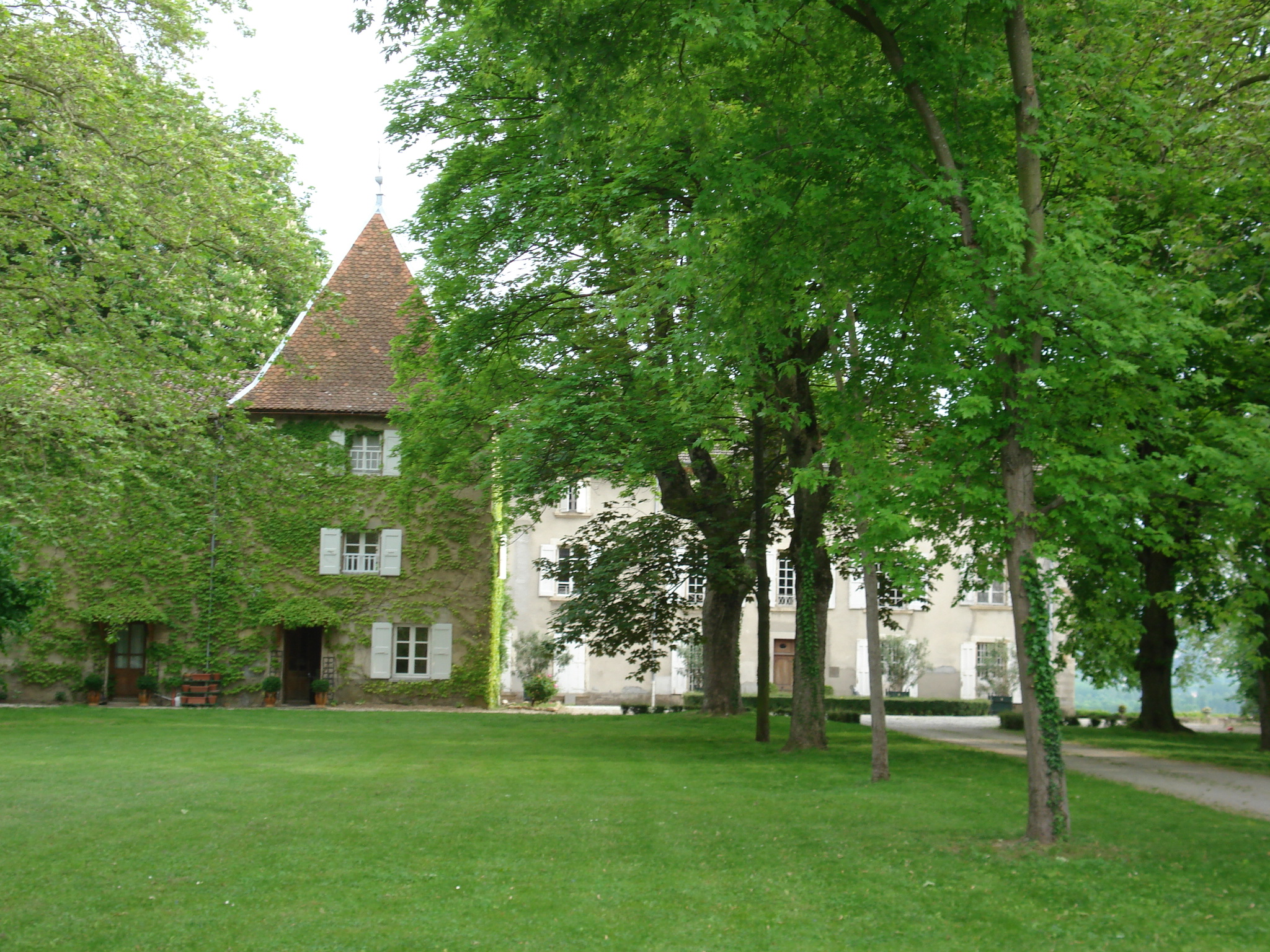
Schloss Joyeuse
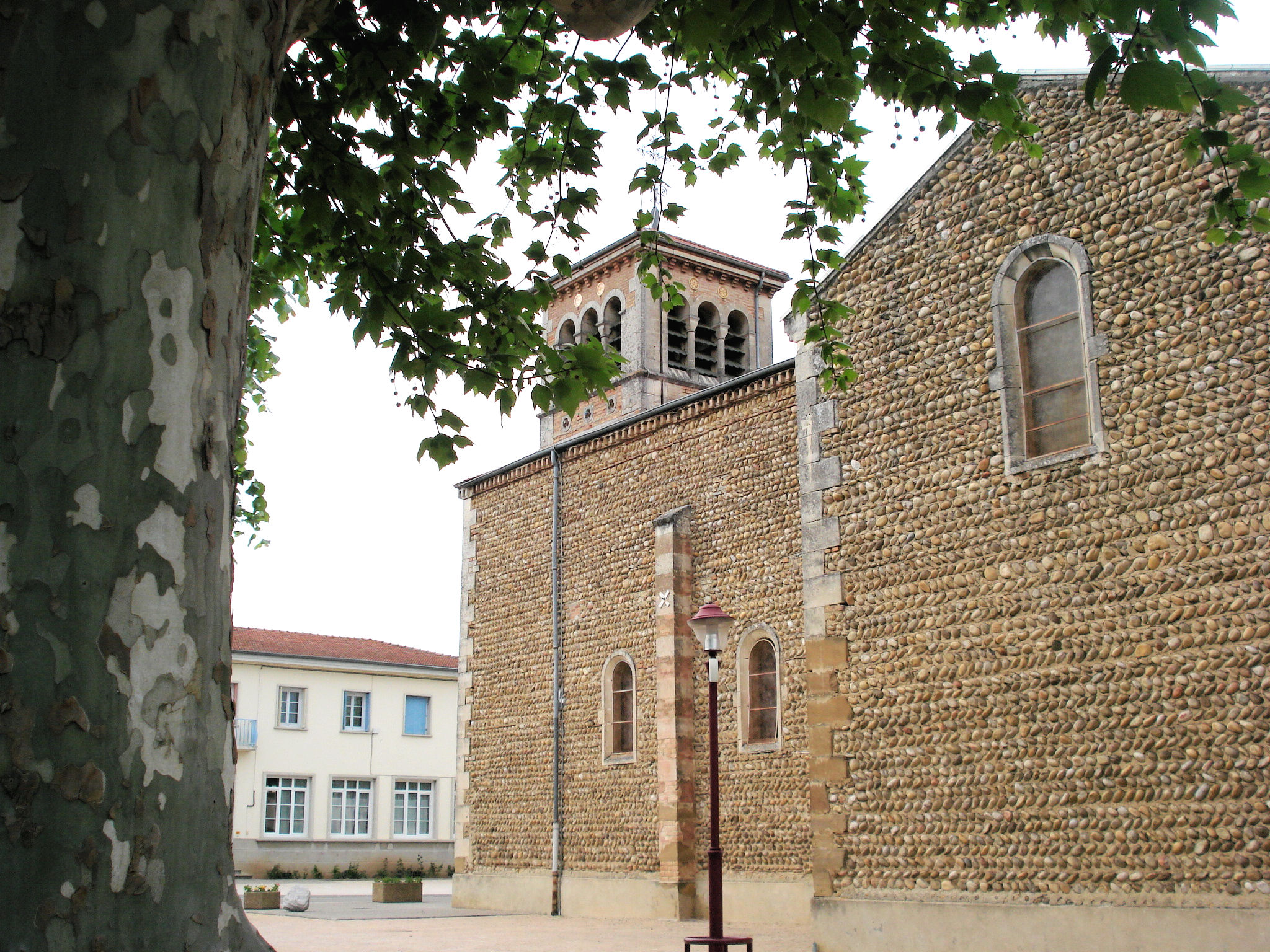
Kirche Saint-Henri